# アジアのスポーツ
アジアのスポーツでは、アジアの国々で広く行われているスポーツについて記述する。

## 特徴
アジアでは、サッカーが最も人気のあるスポーツである。特に西アジアや東南アジアでは最も人気のあるスポーツである。東アジアにおいても日本や朝鮮半島（韓国・北朝鮮）では人気のスポーツであり、日本や韓国はアジア屈指のサッカー強豪国である。

## アジア大会
アジア競技大会は、アジアのアスリートが参加して4年毎に開催される総合競技大会であり、オリンピックに次ぐ世界で2番目の規模となる総合競技大会である。最多開催国はタイであり、過去4回に渡りすべて首都・バンコクで開かれている。さらにソ連崩壊後は中央アジア諸国も参加するようになり、大会の規模も拡大している。

## スポーツ一覧

### サッカー
アジアサッカー連盟（AFC）に加盟している国は同じ地域内での交流を深め、サッカーを発展させるために「地域サッカー連盟」を結成している。以下はその各連盟の一覧である。
- ASEANサッカー連盟（AFF）
- 南アジアサッカー連盟（SAFF）
- 中央アジアサッカー協会（CAFA）
- 西アジアサッカー連盟（WAFF）
- 東アジアサッカー連盟（EAFF）

### クリケット
クリケットは、アジアではサッカーに次いで人気のあるスポーツである。アジアクリケット評議会は1983年に設立された、アジアのクリケット発展促進のための組織である。アジアクリケット評議会の会員の内訳は『4つのテスト会員、7つの準会員、11の準加盟員、4つの正会員』である。準会員は「香港、クウェート、マレーシア、ネパール、シンガポール、タイ、アラブ首長国連邦」である。準加盟員は「アフガニスタン、バーレーン、ブータン、ブルネイ、中国、イラン、モルディブ、ミャンマー、オマーン、カタール、サウジアラビア」である。
正会員は「インド、バングラデシュ、スリランカ、パキスタン」である。「インドネシア、日本、フィリピン、韓国」の4カ国はアジアクリケット評議会ではなく、国際クリケット評議会東アジア・太平洋部門に加盟している。しかし、インドネシアはアジアクリケット評議会にも同時加盟している。

### バンディ
2012年に初めてバンディ世界選手権が、カザフスタンのアルマトゥイで開催された。国際バンディ連盟はアジア連盟を設立し、第1回アジアバンディ選手権を2012年12月に開催している。国際バンディ連盟会長のボリス・スクルィーニクは屋内リンクの建設を含め、アジアにおけるバンディの発展に期待している。